# Замойский, Клеменс
Клеменс Ежи Замойский (1747—1767) — польский магнат, 8-й ординат Замойский (1752—1767), староста плоскировский и тарнувский.

## Биография
Представитель польского магнатского рода Замойских герба «Елита». Единственный сын воеводы любельского Томаша Антония Замойского (1707—1752) от первого брака с Марианной Любенской (ум. 1737).
В 1752 году после смерти своего отца Томаша Антония Замойского Клеменс Ежи унаследовал Замойскую ординацию. Также ему принадлежали плоскировское и тарнувское староства.
В 1763 году в Варшаве женился на княжне Констанции Чарторыйской (1742—1792), дочери дочери ловчего великого коронного, князя Станислава Костки Чарторыйского (ум. 1766), и Анны Рыбинской (ум. 1778). Брак был бездетным. В 1768 году после смерти своего первого мужа Констанция Чарторыйская вторично вышла замуж за его дядю, воеводу иновроцлавского и канцлера великого коронного Анджея Иеронима Замойского.